# Kvakoš noční
Kvakoš noční (Nycticorax nycticorax) je středně velká volavka.

## Etymologie
Vědecký název kvakoše nočního Nycticorax je latinského původu a v překladu znamená doslova „noční havran“. Tento poněkud neobvyklý název vznikl na základě kvakošova výrazného chraptivého hlasu.

## Rozšíření
Kvakoš noční má velmi rozsáhlý areál rozšíření, je zastoupen na všech světových kontinentech s výjimkou Austrálie a Antarktidy a je vůbec nejrozšířenějším a pravděpodobně i nejhojnějším zástupcem volavek. Vyskytuje se ve dvou poddruzích: N. n. nyctiorax obývá Evropu, Asii a Afriku, N. n. hoactli hnízdí v Severní a Jižní Americe od Kanady až po Patagonii. Je částečně tažný, ptáci ze Severní Ameriky zimují v Mexiku, na jihu Spojených států a v Karibiku, jedinci z Eurasie se na zimu stahují do tropické Afriky a jižní Asie.
Značně kolísavě bývá několik hnízdících párů zaznamenáno také na území České republiky, obvykle 300–370. Je ovšem chován v řadě zoologických zahrad, např. v Zoo Liberec.

## Popis
Kvakoš noční je velký přibližně jako vrána, dorůstá délky 58–65 cm, váží 340–800 g a v rozpětí křídel měří 90–100 cm. Má zavalité, převážně šedě zbarvené tělo, černé temeno, zátylek a hřbet, několik výrazných bílých zátylkových per, krátké žlutě zbarvené končetiny s dlouhými prsty, tmavý zobák a jasně červené oči. Obě pohlaví jsou zbarvena stejně, mladí ptáci jsou hnědí s bílým skvrněním.

## Ekologie
Mimo hnízdní období se kvakoš noční zdržuje samotářsky. K životu preferuje hustě porostlé, sladké, slané i poloslané močály, bažiny, jezera a podmáčené louky, v poslední době proniká stále častěji i do center měst. Přes den obvykle odpočívá ve větvích stromů nebo v keřích a za potravou se vydává zejména za soumraku a v noci.
Na kořist, kterou dokáže pomocí svého vynikajícího zraku zaregistrovat i ve tmě, číhá podobně jako většina ostatních volavek „ze zálohy“, nehybně stojí na březích vod, vyčnívajících kamenech nebo větvích a vyhlíží zejména menší ryby, korýše, žáby, vodní hmyz a malé savce, kterých se zmocňuje rychlým pohybem krku. Často se ozývá velmi hlubokými chraplavými zvuky připomínajícími volání havrana.
Kvakoš noční hnízdí v menších koloniích, často v přítomnosti jiných brodivých ptáků. Místo k hnízdění, které bývá v rákosí, v křovinách nebo na stromech, vybírá samec, přičemž na jednom stromě může být až 12 hnízd. Samice do nově postaveného hnízda klade přibližně 3–8 nazelenalých vajec, na kterých střídavě s partnerem sedí dohromady 24–26 dní. Společně se starají též o vylíhlá mláďata.

## Galerie

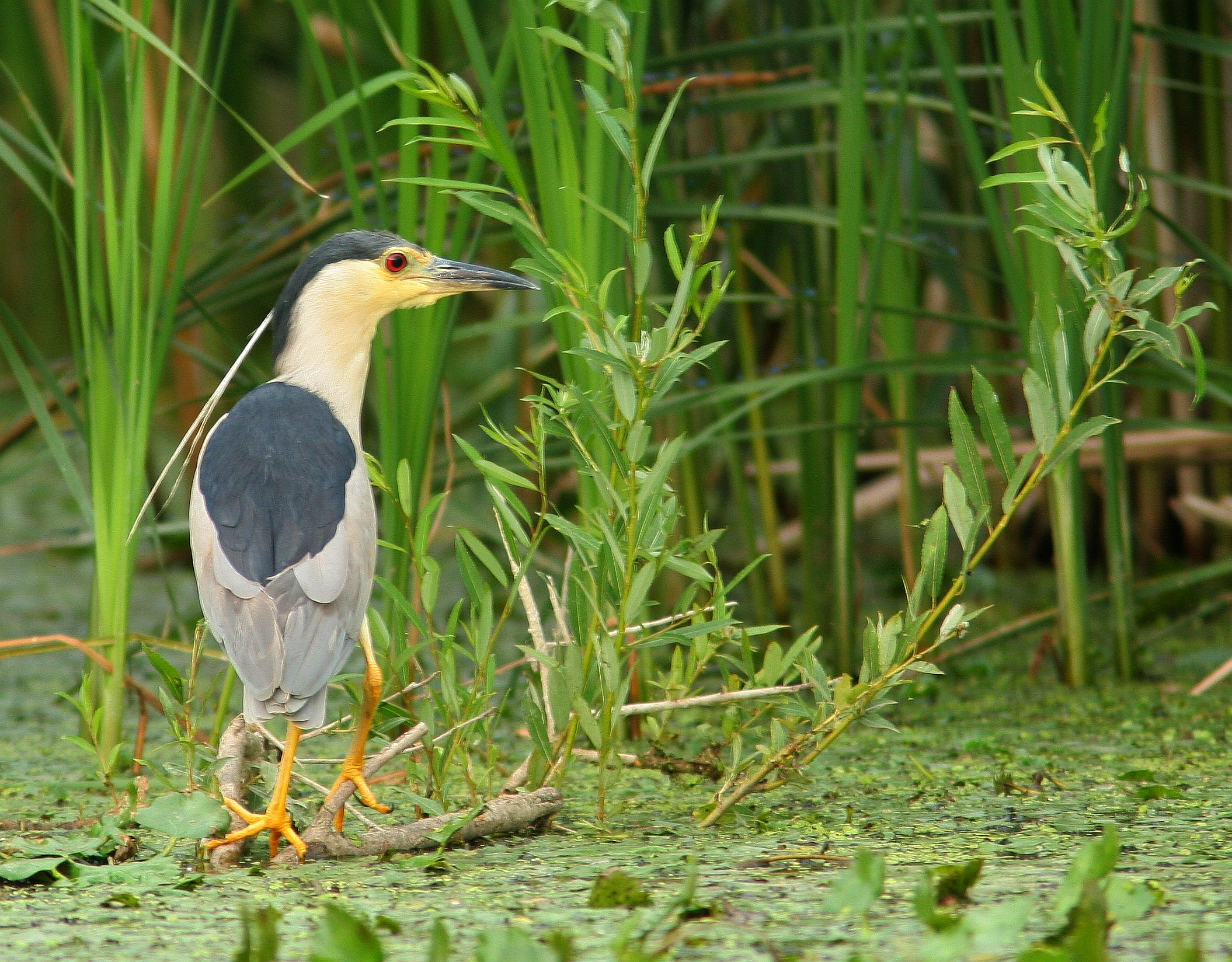
Kvakoš noční ve svém přirozeném prostředí
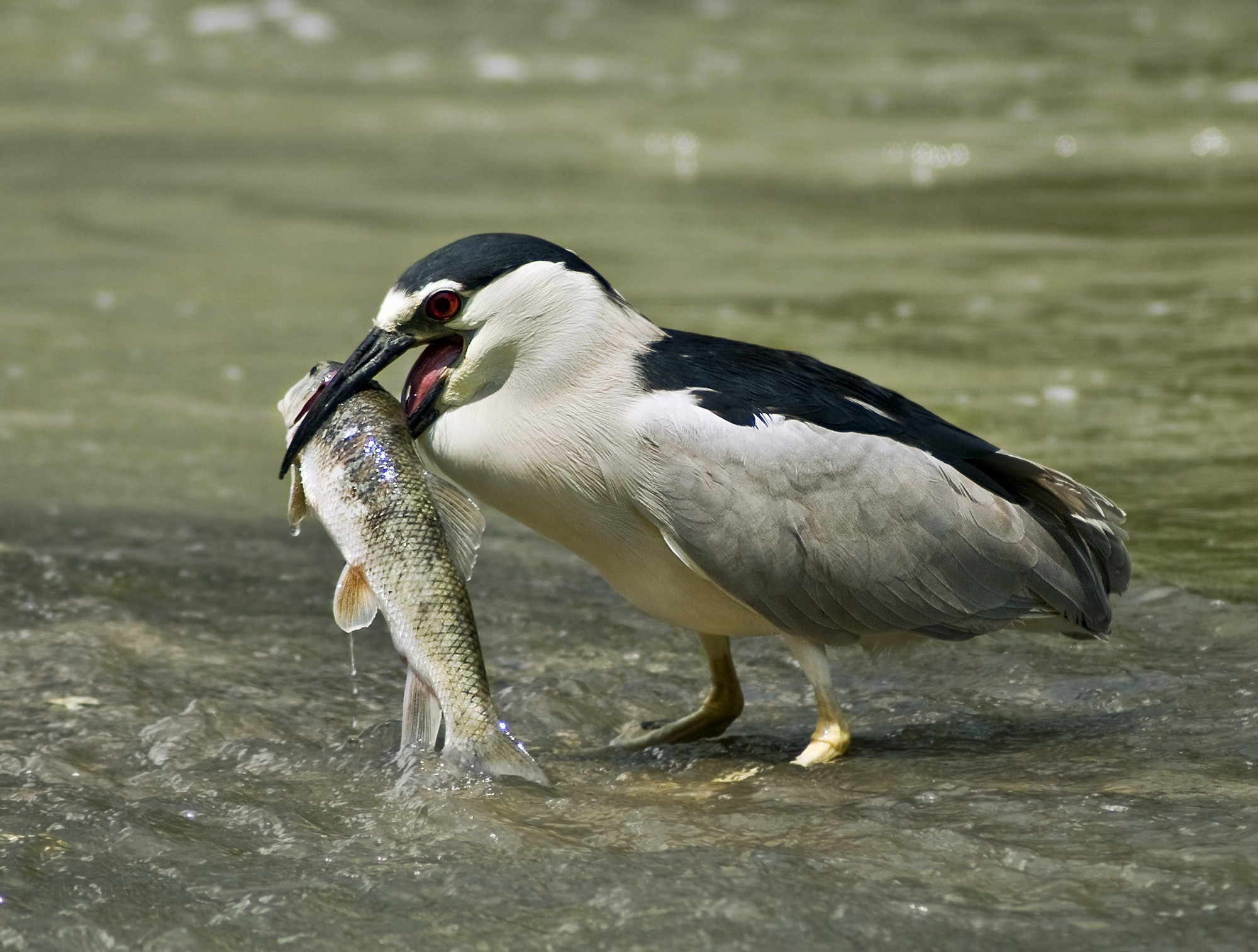
Kvakoš noční s potravou
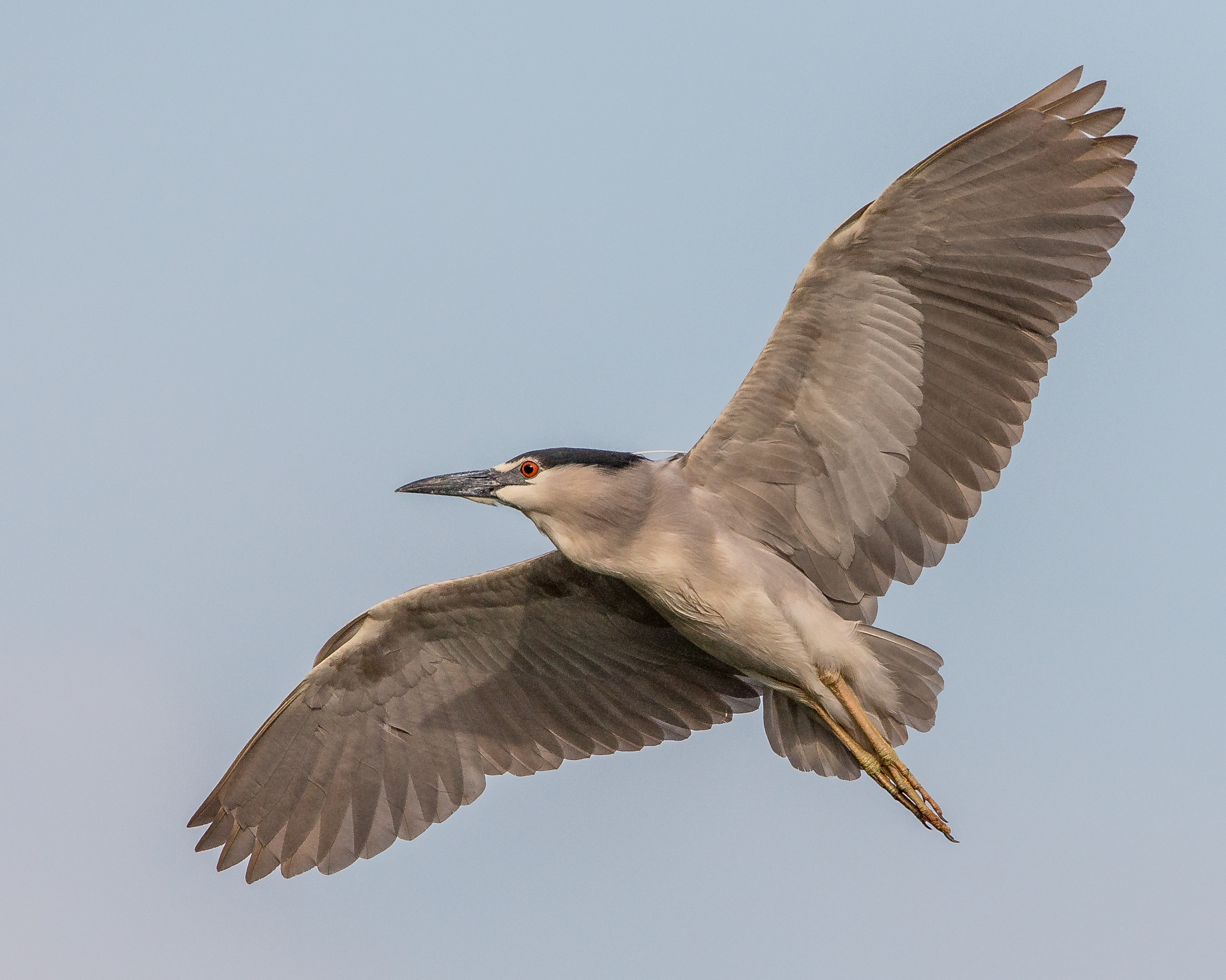
Kvakoš v letu
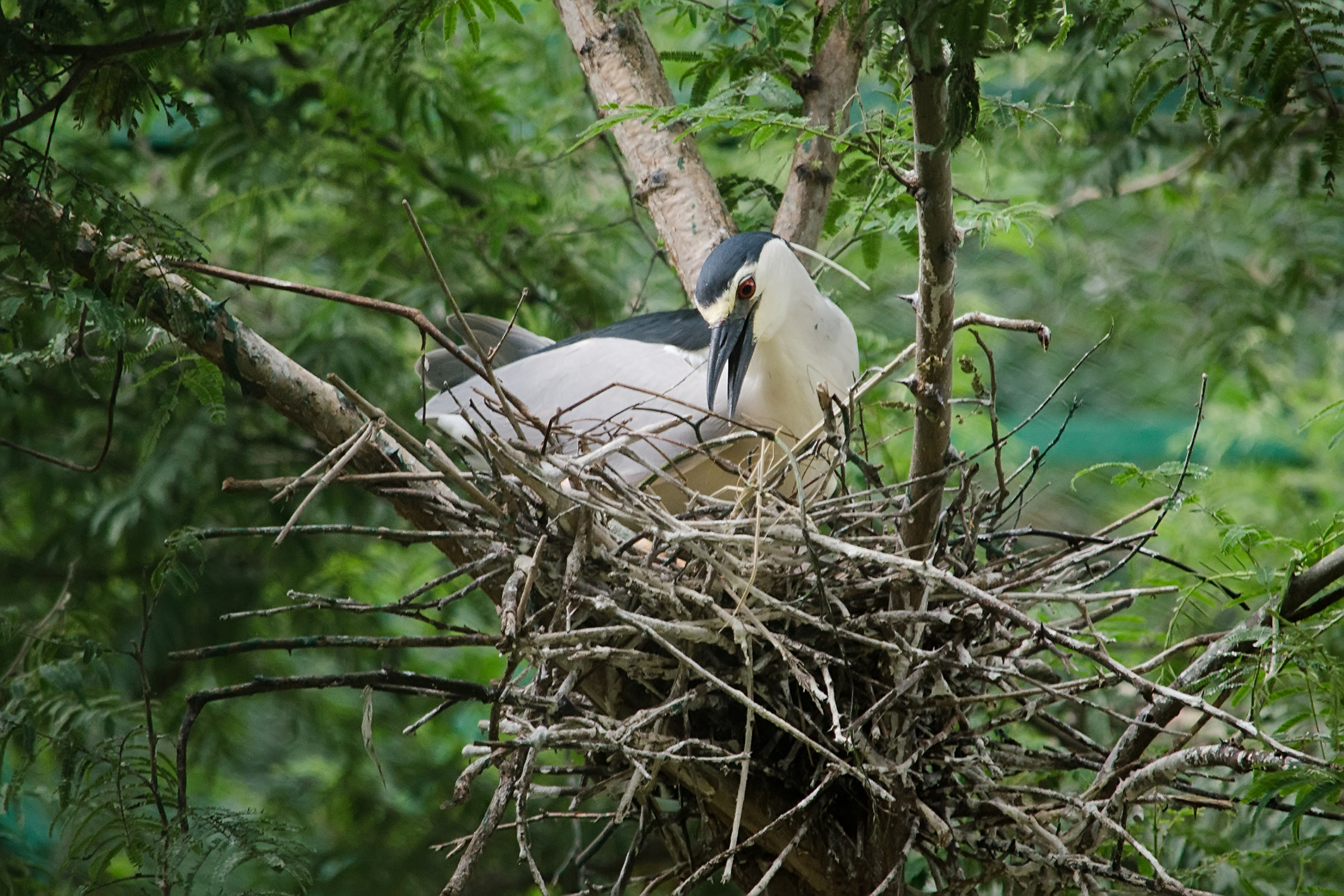
Stavba hnízda
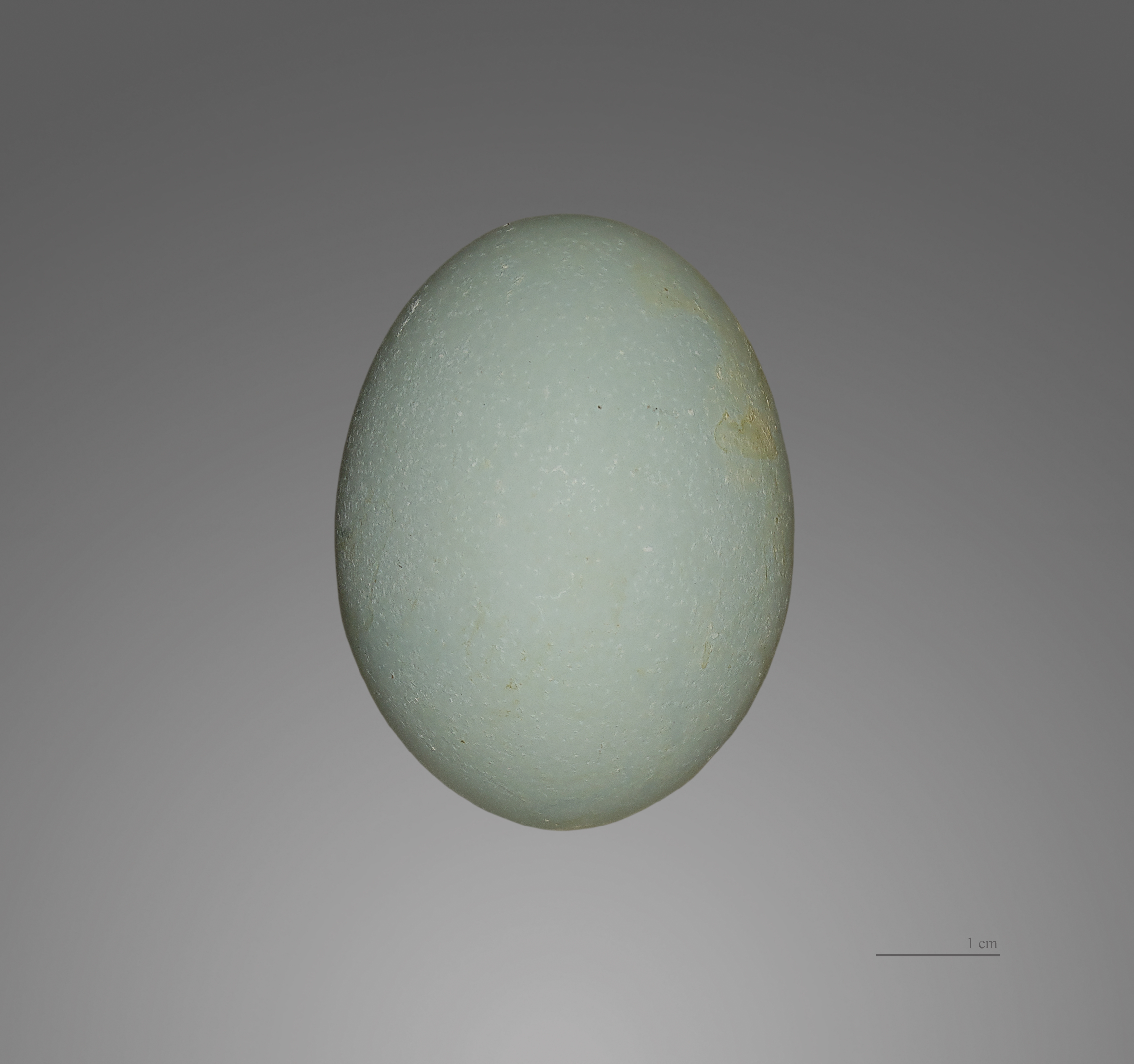
Vejce kvakoše nočního
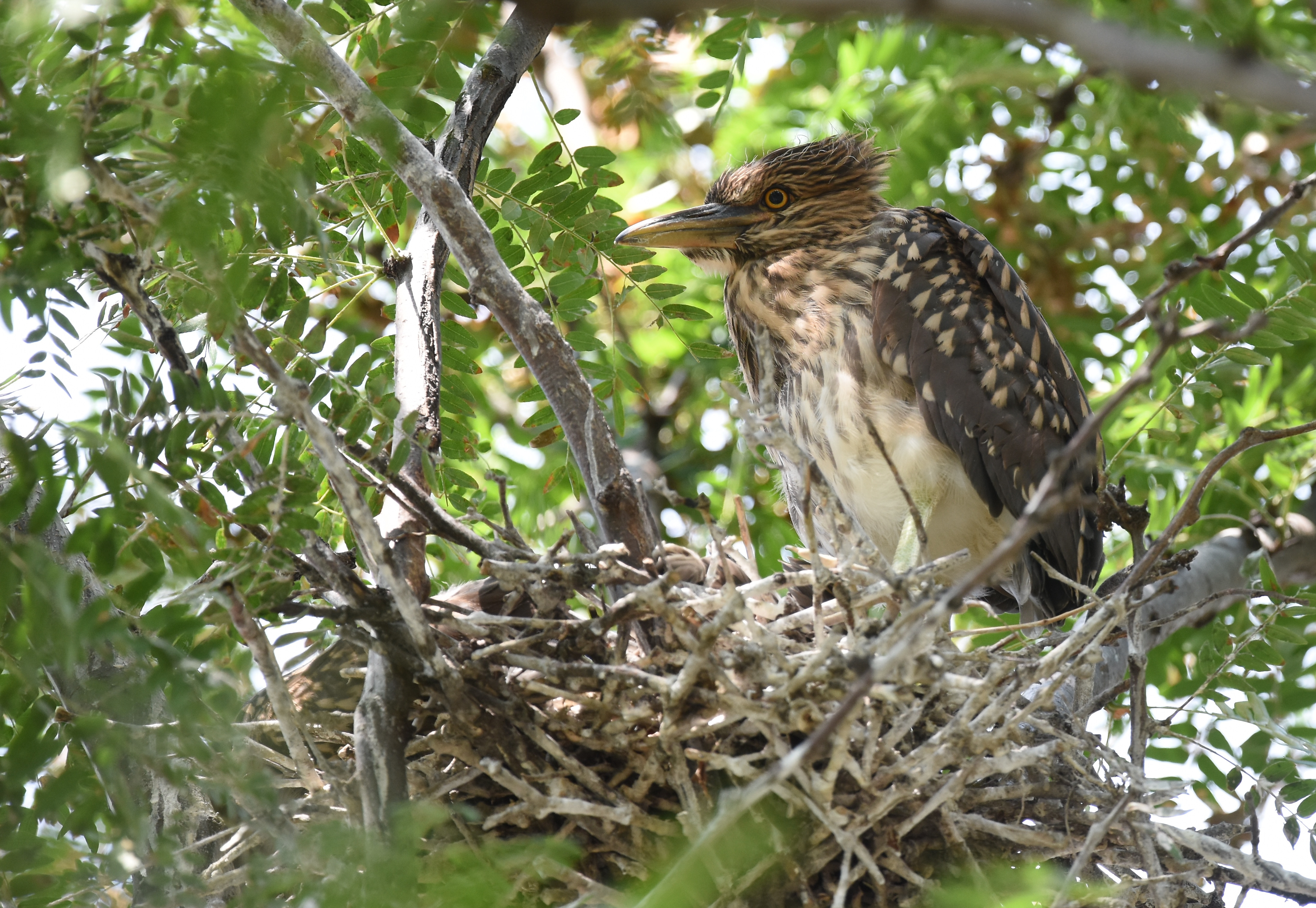
Mladý kvakoš v hnízdě
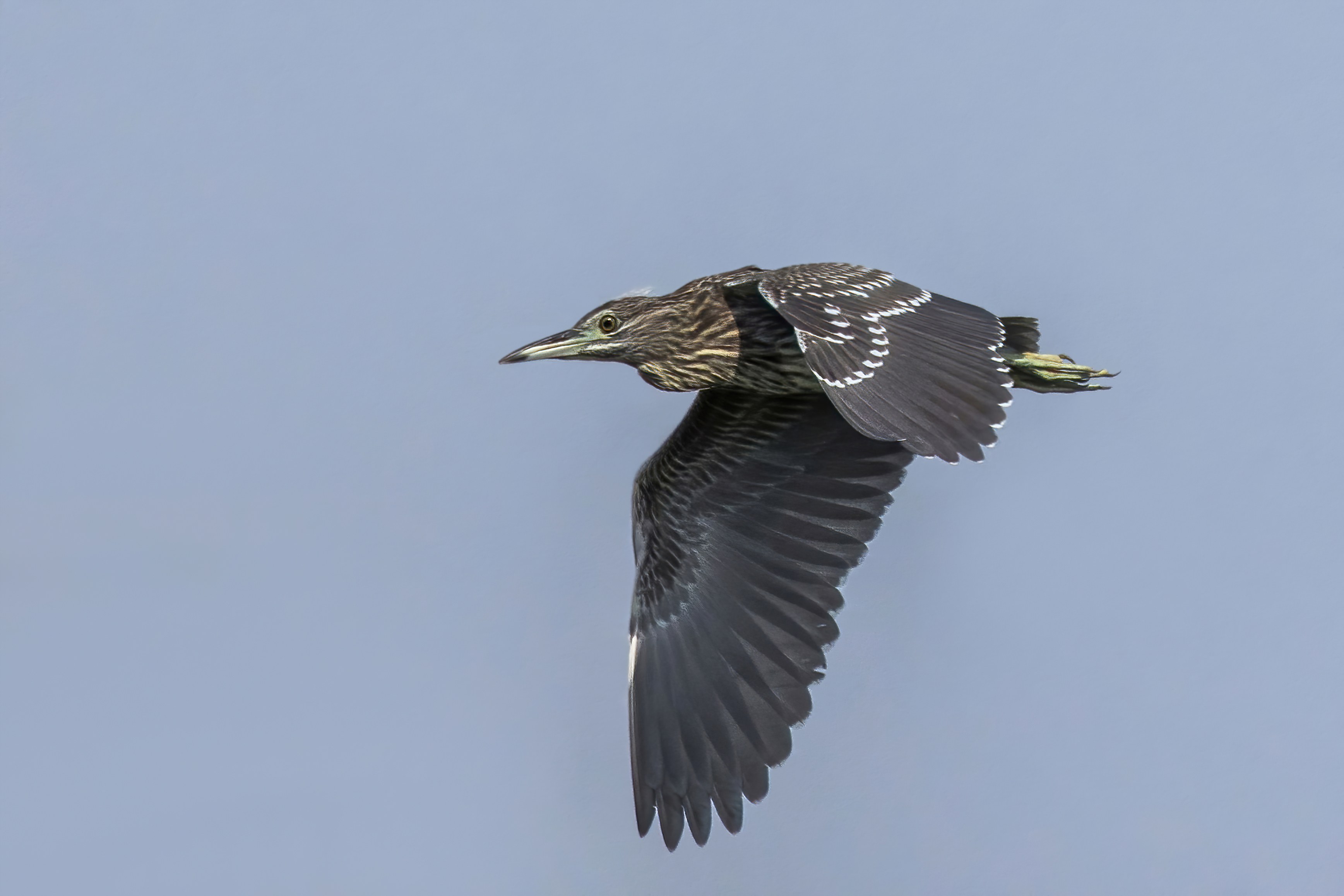
Mladý pták v letu
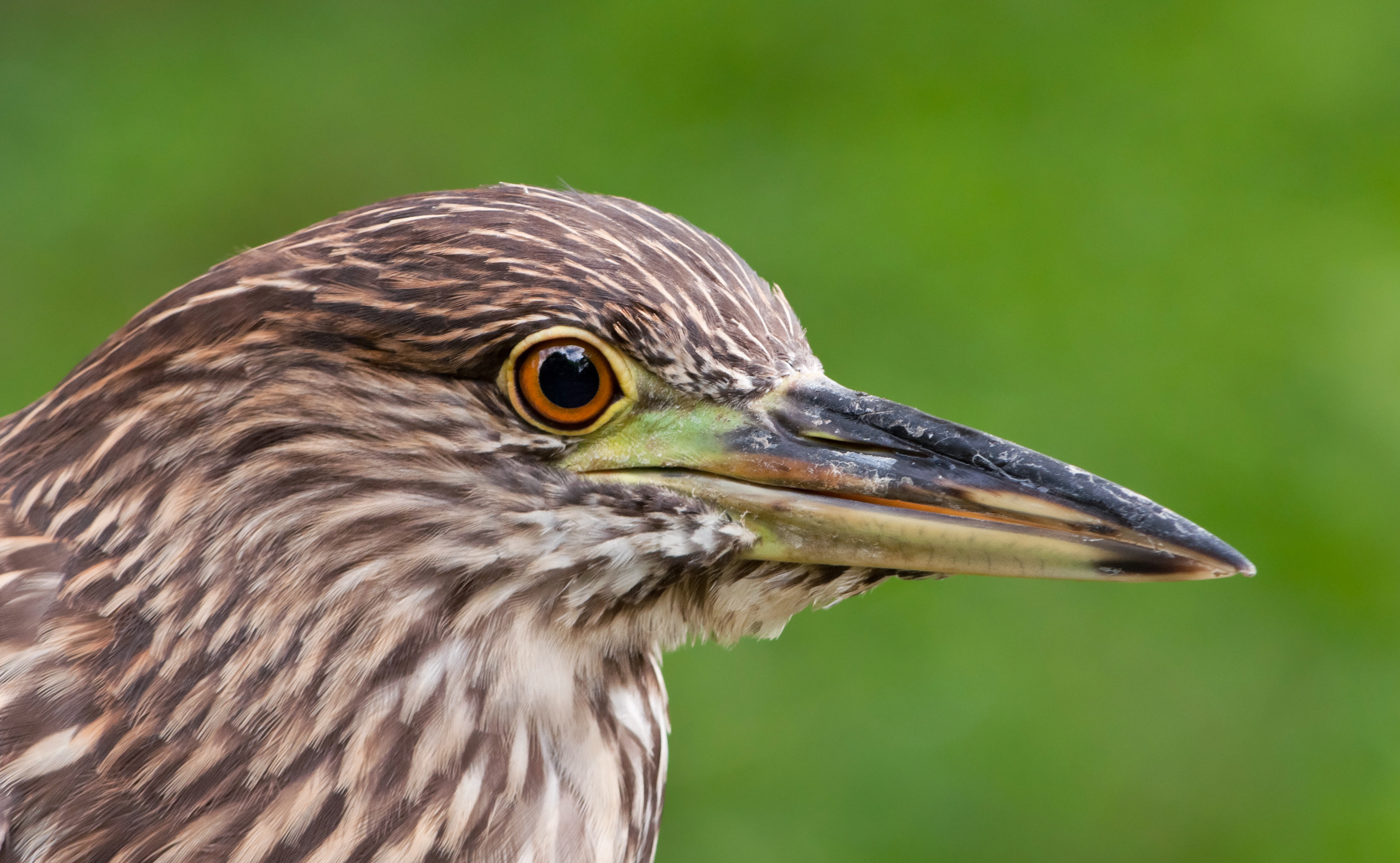
Mladý pták